# Ligue de diamant 2010 - lancer du javelot masculin
Navigation
2011
Le concours du lancer du javelot masculin de la Ligue de Diamant 2010 s'est déroulé du 4 juin au 27 août 2010. La compétition a successivement fait étape à Oslo, New York, Lausanne, Paris, Stockholm et Londres, la finale se déroulant à Bruxelles. L'épreuve est remportée par le Norvégien Andreas Thorkildsen, vainqueur de six des sept meetings figurant au programme

## Calendrier
| Date            | Meeting                 | Ville     | Pays        |
| --------------- | ----------------------- | --------- | ----------- |
| 4 juin 2010     | Bislett Games           | Oslo      | Norvège     |
| 12 juin 2010    | Meeting de New York     | New York  | États-Unis  |
| 8 juillet 2010  | Athletissima            | Lausanne  | Suisse      |
| 16 juillet 2010 | Meeting Areva           | Paris     | France      |
| 6 août 2010     | DN Galan                | Stockholm | Suède       |
| 14 août 2010    | Aviva London Grand Prix | Londres   | Royaume-Uni |
| 27 août 2010    | Mémorial Van Damme      | Bruxelles | Belgique    |

## Faits marquants
Auteur de la meilleure performance mondiale de l'année avec 90,37 m, le champion du monde et double champion olympique norvégien Andreas Thorkildsen remporte le premier meeting de la saison à Oslo. Il devance avec un meilleur jet mesuré à 86,00 m le Tchèque Petr Frydrych et le Finlandais Teemu Wirkkala. Le Finlandais Tero Pitkämäki, autre favori pour le titre, échoue à la quatrième place.

## Résultats
| Date | Meeting   | 1er                         | 1er   | 2e                          | 2e    | 3e                         | 3e    |
| --- | --------- | --------------------------- | ----- | --------------------------- | ----- | -------------------------- | ----- |
| 4 juin 2010 | Oslo      | Andreas Thorkildsen 86,00 m | 4 pts | Petr Frydrych 85,33 m       | 2 pts | Teemu Wirkkala 85,04 m     | 1 pt  |
| 12 juin 2010 | New York  | Andreas Thorkildsen 87,02 m | 4 pts | Petr Frydrych 85,04 m       | 2 pts | Tero Pitkämäki 82,57 m     | 1 pt  |
| 8 juillet 2010 | Lausanne  | Andreas Thorkildsen 87,03 m | 4 pts | Tero Pitkämäki 84,71 m      | 2 pts | Guillermo Martínez 82,40 m | 1 pt  |
| 16 juillet 2010 | Paris     | Andreas Thorkildsen 87,50 m | 4 pts | Teemu Wirkkala 83,77 m      | 2 pts | Tero Pitkämäki 83,33 m     | 1 pt  |
| 6 août 2010 | Stockholm | Tero Pitkämäki 84,41 m      | 4 pts | Andreas Thorkildsen 83,63 m | 2 pts | Matthias de Zordo 82,05 m  | 1 pt  |
| 14 août 2010 | Londres   | Andreas Thorkildsen 87,38 m | 4 pts | Matthias de Zordo 86,97 m   | 2 pts | Tero Pitkämäki 84,71 m     | 1 pt  |
| 27 août 2010 | Bruxelles | Andreas Thorkildsen 89,88 m | 8 pts | Tero Pitkämäki 83,36 m      | 4 pts | Matthias de Zordo 82,39 m  | 2 pts |
| Records et Performances - AR : Record continental (area record) - CR : Record des championnats (championship record) - MR : Record du meeting (meet record) - NR : Record national (national record) - OR : Record olympique (olympic record) - PR : Record paralympique (paralympic record) - PB : Record personnel (personal best) - SB : Meilleure performance personnelle de la saison (season's best) - WL : Meilleure performance mondiale de l'année (world leader) - WJR : Record du monde junior (world junior record) - WR : Record du monde (world record) Circonstances et Conditions - DNF : N'a pas terminé (did not finish) - DNS : N'a pas pris le départ (did not start) - DQ : Disqualification (disqualification) - NM : Aucun essai valable enregistré (No Mark) - Q : Qualifié « directement » au prochain tour (ou à la prochaine compétition), lors d'une compétition majeure, grâce au classement ou à la réalisation des minima (automatic qualifier) - q : Qualifié au prochain tour (ou à la prochaine compétition), lors d'une compétition majeure, grâce au repêchage ou à la réalisation de l'une des meilleures performances parmi celles des « non qualifiés directement » (grâce au meilleur temps ou à la meilleure distance par exemple) (secondary qualifier) |           |                             |       |                             |       |                            |       |

## Classement général
| Rang | Athlète             | Points |
| ---- | ------------------- | ------ |
| 1    | Andreas Thorkildsen | 30     |
| 2    | Tero Pitkämäki      | 13     |
| 3    | Matthias de Zordo   | 5      |
| 4    | Petr Frydrych       | 4      |
| 5    | Teemu Wirkkala      | 3      |